# Сапёлкин, Александр Дмитриевич
Александр Дмитриевич Сапёлкин (24 февраля 1947, Балашиха, Московская область — 6 ноября 2005, Балашиха, Московская область) — советский хоккеист, защитник, мастер спорта СССР международного класса, участник суперсерии СССР — Канада 1974 года. Основатель и руководитель Футбольно-хоккейной федерации Балашихинского района Московской области.

## Биография
Александр Сапёлкин родился в подмосковной Балашихе. Рос в одном дворе с будущим олимпийским чемпионом по хоккею Юрием Ляпкиным. Спортивную карьеру Сапёлкин начинал в балашихинской команде «Труд». Играл в футбол в дублирующем составе команды ЦСКА.
В сезонах 1965/66 — 1971/72 года стал выступать за команду «Химик» (Воскресенск), причём до 1972 года играл в паре со своим земляком Юрием Ляпкиным. В 1969-м вошёл в список 34 лучших игроков сезона.
Позже выступал за «Спартак» (Москва): 1972/73, СКА (Ленинград): 1973/74, «Крылья Советов» (Москва): 1974/75, снова «Химик» (Воскресенск): 1975/76 — 1979/80, СК им. Урицкого (Казань): 1980/81 — 1981/82.
Двукратный серебряный призёр чемпионата СССР — 1973, 1975, бронзовый призёр чемпионата СССР — 1970. Финалист Кубка СССР 1972 года.
Чемпион Всемирной зимней универсиады 1966 года. Серебряный призёр Универсиады 1970.
За сборную СССР впервые выступил в 1968 году. Участвовал в суперсерии игр СССР — Канада 1974 года.
Всего за первую сборную СССР провёл 4 матча, в которых забил 1 шайбу.
В чемпионатах СССР провёл 542 матча, забив 52 шайбы. Таким образом, Сапёлкин вошёл в символический «Клуб Вячеслава Фетисова», который объединяет защитников, забросивших не меньше 50 шайб в чемпионатах страны.
По окончании карьеры игрока работал тренером в команде второй лиги Корд из Тульской области в 1984—1986 годах. Затем — играющим тренером балашихинской команды «Рубин» в 1986—1990 гг, московской «Алисы» в 1991—1992 гг., балашихинского «Машиностроителя» в 1995—1998 гг. Выступал за команду ветеранов «Звезды России». Чемпион мира среди ветеранов. В 2004 году Сапёлкину было присвоено звание «Заслуженный работник физической культуры Московской области».
Скончался после продолжительной болезни от рака желудка.